# Back to the Future-tijdlijnen
De filmtrilogie Back to the Future bevat dankzij de vele tijdreizen een groot aantal verschillende tijdlijnen.
Elk evenement in een tijdlijn wordt in de films beschreven, of is te achterhalen door kranten en andere voorwerpen in de films. Ook de boekversies van de films en de animatieserie bieden achtergrondinformatie.

## Achtergrondinformatie
Volgens Doc Brown in Back to the Future Part II, ontstaat er een nieuwe tijdlijn indien een tijdreiziger een belangrijke of cruciale gebeurtenis in het verleden verandert. De originele tijdlijn wordt dan gewist, en de tijdreiziger is de enige die zich de originele tijdlijn herinnert. Voor anderen zal het zijn alsof de nieuwe tijdlijn er altijd al geweest is. Volgens deze theorie zou elke afzonderlijke tijdreis die gemaakt wordt in de films een tijdlijn vernietigen en een andere creëren. Om diezelfde reden worden tijdlijnen ook nooit "teruggedraaid" naar een oudere versie.
Zoals Doc duidelijk maakte met een ruwe schets op een schoolbord in de tweede film zal een nieuwe tijdlijn zich "rond" de tijdreiziger vormen. Hierdoor blijft de tijdreiziger zelf onaangetast door de veranderingen, tenzij de verandering direct verbonden is met het bestaan van de tijdreiziger (zoals toen Marty in de eerste film bijna verdween omdat zijn ouders elkaar nooit dreigden te ontmoeten).

## Kaart van de alternatieve tijdlijnen
In de grafische weergave hieronder beschrijft de term Tijdlijn 1 de originele tijdlijn waarin nog geen enkele tijdreis heeft plaatsgevonden. Dit is de tijdlijn aan het begin van de eerste film. Een nieuwe tijdlijn verschilt van de vorige vanaf het punt dat de tijdreiziger arriveert en een verandering aanbrengt. De geschiedenis van de twee tijdlijnen voor dit cruciale punt is gelijk. Zo zijn alle gebeurtenissen van voor 1885 (het verste punt in het verleden dat Marty en Doc hebben bezocht) in alle tijdlijnen gelijk. Ook gebeurtenissen die niet worden aangetast door een verandering in het verleden zijn gelijk in alle tijdlijnen.

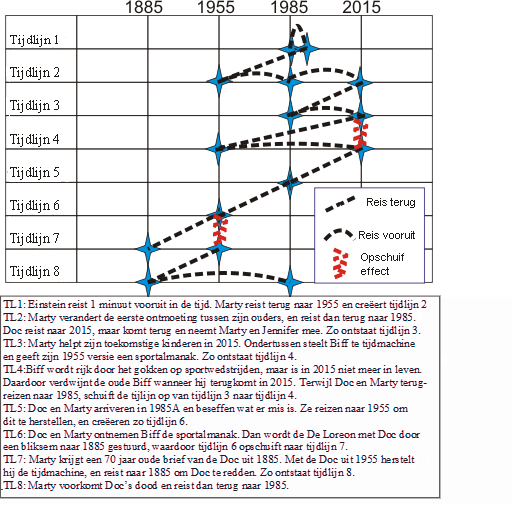
De vele tijdlijnen uit de Back to the Future films.

## Tijdlijn 1
Dit is de originele, onveranderde tijdlijn.

### 1850-1859
- 1850
  - Datum onbekend: Hill Valley wordt gesticht.
- 1855
  - Datum onbekend: Clara Clayton wordt geboren in New Jersey.
- 1865
  - Dinsdag, 5 september: Hill Valley wordt een stad.

### 1880-1889
- 1880-1889
  - Datum onbekend: Seamus McFly en zijn vrouw Maggie McFly, samen met Seamus broer Martin, emigreren vanuit Ierland naar de Verenigde Staten. Het duurt nog enkele jaren voordat ze zich in Hill Valley vestigen. In ieder geval voor 1885 als Marty (per ongeluk) bij hen terechtkomt nadat hij door Doc terug in de tijd gestuurd is!
- 1884
  - Datum onbekend: Buford "Mad Dog" Tannen schiet twaalf mensen dood, indianen en Chinezen niet meegerekend. Dit blijkt uit een krantenartikel. Vanwege dit artikel doodt Buford ook de journalist die het schreef.
- 1885
  - April: William Sean McFly, zoon van Seamus McFly en Maggie McFly, wordt geboren en is daarmee de eerste McFly die in Amerika geboren wordt.
  - Vrijdag, 4 september:
    - Clara arriveert in Hill Valley en reist per paard en wagen naar de stad. De paarden slaan op hol en Clara valt in het ravijn wat haar dood betekent. Het ravijn wordt hierna naar haar vernoemd.
    - De nieuwe klok voor het stadhuis van Hill Valley wordt geleverd.

### 1900-1909
- 1908
  - Datum onbekend: Docs ouders, bekend als de Von Brauns, arriveren in Hill Valley.

### 1910-1919
- 1910-1919
  - Datum onbekend vanwege de discriminatie tegen Duitsers, als gevolg van de Eerste Wereldoorlog, verandert Docs vader hun achternaam in Brown.
- 1910
  - Datum onbekend: Marty's grootvader en Lorraines vader, Sam Baines, wordt geboren.
- 1915
  - Datum onbekend: Marty's grootmoeder, Lorraines moeder, Stella, wordt geboren.

### 1920-1929
- 1920
  - Datum onbekend: Emmett Lathrop Brown wordt geboren.

### 1930-1939
- 1931
  - Datum onbekend: op zijn elfde ontdekt de jonge Emmett Brown de werken van Jules Verne. Dit inspireert hem om wetenschapper te worden.
- 1937
  - Vrijdag, 26 maart: Biff Tannen wordt geboren.
- 1938
  - Vrijdag, 1 april: George McFly wordt geboren.
  - Datum onbekend: Lorraine Baines wordt geboren.

### 1950-1959
- 1955
  - Zaterdag, 5 november:
    - Doc Brown krijgt een visioen over de Flux Capacitor wanneer hij zijn hoofd stoot tijdens het ophangen van een klok.
    - George McFly wordt aangereden door Sam Baines. Sam neemt de bewusteloze George mee naar zijn huis, waar hij en Lorraine elkaar ontmoetten.

  - Zaterdag, 12 november:
    - George neemt Lorraine mee naar het schoolfeest. Hier kussen ze voor het eerst.
    - Precies om 10:04 's avonds wordt de klokkentoren geraakt door een bliksem. Hierdoor komt de klok stil te staan.

### 1960-1969
- 1962
  - Woensdag, 1 augustus: Doc Browns landhuis brandt af. Alleen de garage, die los van het huis stond, blijft staan.
- 1963
  - Datum onbekend: Dave McFly wordt geboren.
- 1966
  - Datum onbekend: Linda McFly wordt geboren.
- 1968
  - Zondag, 9 juni: Martin S. "Marty" McFly wordt geboren.
  - Datum onbekend: Jennifer Parker wordt geboren.

### 1970-1979
- 1976
  - Datum onbekend: de 8-jarige Marty steekt per ongeluk het tapijt in de woonkamer van zijn huis in brand.

### 1980-1989
- 1980-1989
  - Datum onbekend: Marty en Doc ontmoeten elkaar en worden goede vrienden. Volgens het originele script kwam Doc naar Marty's huis om hem te vragen of hij wilde helpen de garage op te ruimen.
- 1981
  - Datum onbekend: De De Lorean die Doc uiteindelijk zal ombouwen tot tijdmachine wordt gemaakt.
- 1985
  - Zaterdag, 12 oktober: Libische terroristen stelen plutonium en geven dit aan Doc zodat die een bom voor hen kan bouwen. In werkelijkheid wil Doc het plutonium hebben voor zijn tijdmachine.
  - Vrijdag, 25 oktober:
    - Marty's auditie met zijn band, The Pinheads, mislukt.
    - Doc vraag Marty om hem te ontmoeten op een parkeerplaats om 1:15 in de ochtend.
    - Marty krijgt van Jennifer een flyer met haar telefoonnummer. De flyer is voor een actie om de klokkentoren, die nog altijd stilstaat sinds de blikseminslag, te behouden. Marty houdt de flyer bij zich.

  - Zaterdag, 26 oktober:
    - Doc demonstreert Marty zijn tijdmachine door zijn hond Einstein een minuut vooruit te sturen in de tijd.[1]
    - De Libische terroristen, die Docs bedrog hebben ontdekt, duiken onverwacht op. Om precies 1:33 uur schieten ze Doc dood voor zijn verraad.
    - Om 1:35 uur vlucht Marty met de De Lorean weg voor de terroristen, en reist zo per ongeluk terug naar het jaar 1955. Hierdoor houdt tijdlijn 1 op te bestaan, en begint tijdlijn 2.

De gebeurtenissen die in onderstaande tijdlijnen niet nogmaals worden genoemd blijven onveranderd.

## Tijdlijn 2
Dit is de tijdlijn die Marty per ongeluk creëerde met zijn eerste tijdreis. Dit is ook de tijdlijn die nog steeds bestaat aan het eind van de eerste film, voordat Doc Marty en Jennifer meeneemt naar 2015.

### 1950-1959
- 1955
  - Zaterdag, 5 november:
    - Marty McFly arriveert vanuit tijdlijn 1 in het jaar 1955.
    - Marty verstoort per ongeluk de ontmoeting van zijn ouders door te voorkomen dat zijn vader wordt aangereden door Sam Baines. In plaats daarvan wordt Marty geraakt en meegenomen, waardoor Lorraine op hem verliefd wordt.
    - Marty bezoekt de Doc uit 1955 en toont hem de tijdmachine. Het plutonium is echter moeilijk te krijgen in 1955 waardoor de De Lorean niet de tijdreis terug kan maken.
    - Marty ontdekt de Flyer in zijn zak. Dit geeft hem en Doc het idee om de bliksem die komende zaterdag de klokkentoren zal raken te gebruiken om de De Lorean van energie te voorzien.

  - Zondag, 6 november: Doc ontdekt dat door Marty's verstoring, hij, zijn broer en zus nooit geboren dreigen te worden. Marty moet koste wat het kost zorgen dat zijn ouders elkaar ontmoeten.
  - Maandag, 7 november: Marty probeert wanhopig Lorraine en George bij elkaar te krijgen om zijn eigen bestaan veilig te stellen, maar dit gaat niet van een leien dakje. Biff Tannen blijkt ook achter Lorraine aan te zitten.
  - Woensdag, 9 november: George en Marty beramen een plan om George in een goed daglicht te stellen bij Lorraine. Hij zal komende zaterdag Lorraine "redden" van Marty.
  - Zaterdag, 12 november:
    - Marty's en Georges plan gaat mis wanneer Biff tussen beide komt, Marty laat opsluiten in de kofferbak van een auto, en Lorraine meeneemt. George vat moed, slaat Biff knock-out, en redt Lorraine.
    - George en Lorraine kussen elkaar voor het eerst tijdens het schoolfeest, waarmee de tijdlijn waarin Marty en zijn broer en zus nooit zijn geboren wordt afgewend.
    - Om precies 22:04 raakt een bliksem de klokkentoren. Doc heeft inmiddels een constructie gebouwd die de bliksem omleidt naar de De Lorean, waardoor Marty terug kan reizen naar 1985.
    - 22:05 keert de Doc uit 1955 terug naar zijn huis, met in zijn zak een brief die Marty hem heeft geschreven kort voor hij vertrok. In het begin is Doc terughoudend over de brief omdat te veel voorkennis over de toekomst schadelijk kan zijn. Maar ergens in de 30 jaar erna leest Doc de brief alsnog, en ontdekt zo zijn dood in 1985.

### 1980-1989
- 1985
  - Zaterdag, 26 oktober:
    - Om 1:24 's avonds keert Marty terug uit 1955. De De Lorean botst echter tegen een gevel door de snelheid, en weigert daarna dienst. Marty haast zich te voet naar de parkeerplaats waar Doc de tijdmachine eerst demonstreerde. Hij ziet zijn een week jongere versie naar 1955 vertrekken. Tot zijn vreugde ontdekt hij dat Doc dankzij de brief voorzorgsmaatregelen heeft genomen, en een kogelvrij vest draagt.
    - Doc brengt Marty thuis en vertrekt dan zelf naar het jaar 2015.
    - Marty ontdekt hoe zeer zijn tijdreis van invloed is geweest op zijn familie.

  - Zondag, 27 oktober: Marty racet tegen Needles in een autorace, en botst tegen een Rolls-Royce. Hierdoor verwondt hij zijn hand en moet zijn gitaarcarrière opgeven.

### 1990-1999
- 1990-1999
  - Datum onbekend: Marty en Jennifer trouwen.
  - Datum onbekend: Marlene McFly wordt geboren
  - 1998: Marty McFly Jr. wordt geboren.

### 2000-2009
- 2001
  - Datum onbekend: Gray's Sportalmanak komt uit.

### 2010-2019
- 2015
  - Woensdag, 21 oktober:
    - Marty Jr. wordt door Griff Tannen overgehaald hem te helpen bij een misdaad.
    - De 47-jarige Marty raakt betrokken bij illegale praktijken binnen het bedrijf waar hij werkt en wordt ontslagen.

  - Donderdag, 22 oktober: Marty Jr. wordt veroordeeld tot 15 jaar cel voor de overval.
  - Woensdag, 28 oktober: Marlene McFly probeert haar broer uit de gevangenis te helpen ontsnappen, maar wordt betrapt en zelf tot 20 jaar cel veroordeeld.
  - Data onbekend: Doc verblijft een onbekende tijd in 2015. Hier voorziet hij de De Lorean van een Mr. Fusion (een reactor voor het opwekken van de energie voor een tijdreis), en laat de De Lorean ombouwen om te kunnen vliegen. Hij ontdekt wat er met de McFly familie is gebeurd, en besluit Marty en Jennifer op te halen om dit te voorkomen. Hij reist terug naar 26 oktober 1985. hierdoor ontstaat tijdlijn 3.

De onderstaande gebeurtenissen in deze tijdlijn tonen wat er gebeurd is als doc niet is teruggereisd naar 1985.

### 2030-2039
- 2030
  - Datum onbekend: Marty Jr. komt uit de gevangenis
- 2035
  - Datum onbekend: Marlene komt uit de gevangenis.

## Tijdlijn 3
Deze tijdlijn ontstaat op het moment dat Doc Marty en Jennifer meeneemt naar 2015 om te voorkomen dat de McFly familie in de goot belandt. Deze tijdlijn bevat een betere toekomst voor Marty en Jennifers kinderen, maar bestaat maar zeer kort doordat de oude Biff Tannen de tijdmachine steelt en zichzelf in het verleden de sportalmanak geeft. Hierdoor ontstaat Tijdlijn 4.

### 1980-1989
- 1985
  - Zaterdag, 26 oktober:
    - Doc is teruggekeerd uit 2015, hij gaat daarna meteen weer terug naar de toekomst (21 oktober 2015) en neemt Marty en Jennifer mee omdat hun kinderen hun hulp nodig hebben. Biff Tannen ziet toevallig hoe de De Lorean naar de toekomst vertrekt.

### 2010-2019
- 2015
  - Woensdag, 21 oktober:
    - Doc, Marty en Jennifer arriveren in 2015. Marty doet zich voor als zijn zoon Marty Jr., en wijst Griffs aanbod om mee te doen aan de overval af. Hij zorgt dat Griff en zijn bende worden gearresteerd. Marty koopt ook een sportalmanak, in de hoop hiermee in het verleden een fortuin te verdienen.
    - "de oude" Biff, inmiddels 78 jaar, die al 30 jaar op dit moment wacht steelt de De Lorean en reist terug naar 1955, waar hij zijn jongere ik de sportalmanak geeft.
    - Biff brengt de De Lorean terug naar 2015. Hij is hiertoe in staat omdat zijn jongere ik nog niet direct de sportalmanak is gaan gebruiken en het verleden nog niet veranderd is. Tijdlijn 4 is echter al gecreëerd, waardoor Biff bij zijn terugkomst langzaam verdwijnt (dit is in de film zelf niet te zien). Waarschijnlijk werd hij in deze tijdlijn ergens in 1996 vermoord door Lorraine (zie onder).
    - Doc, Marty en Jennifer, niet wetende dat de tijdlijn is veranderd, vertrekken naar het alternatieve 1985 en doen zo Tijdlijn 5 ontstaan.

## Tijdlijn 4
Dit is de tijdlijn die ontstaat doordat de Biff uit 2015 terugreist naar 1955 en zichzelf daar de sportalmanak geeft. Deze tijdlijn werd later vervangen door de vrijwel identieke Tijdlijn 5 wanneer Marty, Doc en Jennifer terugkeren uit 2015.

### 1950-1959
- 1955
  - Zaterdag, 12 november:
    - De 78-jarige Biff Tannen arriveert vanuit tijdlijn 3 in het jaar 1955. Hij verstopt de De Lorean en spoort zijn jongere ik op. Hij toont zijn jongere ik het boek en demonstreert de bruikbaarheid ervan door perfect een aantal sportuitslagen te voorspellen. Hij overtuigt zijn jongere ik ook om iedereen die naar het boek komt vragen te doden.
    - Oude Biff keert terug naar 2015, en verdwijnt wanneer tijdlijn 3 overgaat in tijdlijn 4 (dit is in de film zelf niet te zien).
- 1958
  - Woensdag, 26 maart: Biff wordt 21 en mag nu officieel deelnemen aan gokwedstrijden. Hij wint zijn eerste miljoen dankzij de sportalmanak. In de jaren erop blijft hij winnen, en krijgt de bijnaam "de grootste geluksvogel op aarde" (the luckiest man on earth).

### 1970-1979
- 1973
  - Donderdag, 15 maart: George McFly wordt vermoord door Biff Tannen.
  - Datum onbekend: Biff Tannen trouwt met Lorraine McFly.

### 1990-1999
- 1996
  - Datum onbekend: Biff sterft, maar de exacte manier waarop is niet bekend. Een veel gebruikte theorie is dat Lorraine ontdekte dat Biff achter de moord op George zat, en hem uit wraak doodschoot. Deze dood in 1996 is de reden dat de oude Biff bij zijn terugkeer in 2015 verdween.

## Tijdlijn 5
Deze tijdlijn ontstaat op het moment dat Doc, Marty en Jennifer terugkeren uit 2015. Doc refereert aan deze tijdlijn als 1985A. In deze tijdlijn is Marty door Biff naar een kostschool gestuurd. Biff is dan ook uitermate verbaasd als hij oog in oog komt te staan met Marty. Doc Brown laat via een krant zien dat hij eigenlijk opgesloten zit in een gesticht.

### 1980-1989
- 1985
  - Zaterdag, 26 oktober: Doc, Marty en Jennifer arriveren uit 2015 en ontdekken wat er gebeurd is in het verleden.
  - Zondag, 27 oktober: Doc ontdekt de reden van de veranderde tijdlijn, maar is niet in staat te achterhalen waar in het verleden de verandering precies heeft plaatsgevonden. Marty ondervraagt Biff, en komt zo achter de datum waarop Biff de almanak kreeg. Biff probeert Marty te vermoorden, maar Marty ontsnapt.
  - Doc en Marty keren terug naar het jaar 1955 om Biff de almanak afhandig te maken, voordat hij een fortuin kan verdienen. Jennifer en Einstein, de hond van Doc Brown, blijven achter in 1985A, maar Doc zegt dat zij niet zullen verdwijnen wanneer 1985A weer in 1985 verandert. Wanneer Doc en Marty naar het verleden reizen, maakt Tijdlijn 5 plaats voor Tijdlijn 6.

## Tijdlijn 6
Deze tijdlijn ontstaat wanneer Doc en Marty vanuit Tijdlijn 5 naar 1955 reizen om Biff de almanak die hij zojuist heeft gekregen afhandig te maken. De gebeurtenissen uit Tijdlijn 2 vinden ook in deze tijdlijn plaats, waardoor Doc en Marty moeten oppassen dat ze deze gebeurtenissen niet verstoren.

### 1950-1959
- 1955
  - Zaterdag, 12 november:
    - Om 6 uur in de ochtend arriveren Doc en Marty vanuit Tijdlijn 5. Doc zegt dat ze de ontmoeting tussen de Oude Biff en de jonge Biff niet mogen verstoren, omdat de Oude Biff anders de tijdmachine niet terugbrengt naar 2015.
    - De Oude Biff arriveert uit het jaar 2015, geeft zijn jonge versie de Almanak, en vertrekt weer naar 2015 (zie Tijdlijn 3).
    - Marty slaagt erin de almanak te bemachtigen en verbrandt hem. De tijdlijn verandert hierdoor weer in een tijdlijn gelijk aan Tijdlijn 3. Via voorwerpen die ze hebben meegenomen uit 1985A ontdekken Marty en Doc dat 1985A inderdaad niet meer bestaat.
    - Een paar minuten voor 22:00 wordt de De Lorean met Doc erin getroffen door een bliksem, en teruggestuurd naar 1 januari 1885. Hierdoor ontstaat 70 jaar in het verleden Tijdlijn 7, en houdt Tijdlijn 6 op te bestaan.

## Tijdlijn 7
Dit is de Tijdlijn waarin Doc in 1885 is beland, en Marty nog in 1955 zit. In deze tijdlijn verbergt Doc de De Lorean in een grot, maar wordt uiteindelijk vermoord door Bufford Tannen. Deze tijdlijn is vrijwel identiek aan Tijdlijn 2 met Tijdlijn 6.

### 1880-1889
- 1885
  - Donderdag, 1 januari: Dr. Emmett Brown arriveert per ongeluk in 1885 vanuit Tijdlijn 6. Omdat hij de De Lorean niet kan repareren met de middelen in deze tijd begint hij een smederij.
  - Dinsdag, 1 september: Doc begraaft de kapotte De Lorean tijdmachine in de Delgado mijn. Hij schrijft een brief die over 70 jaar moet worden bezorgd aan Marty McFly.
  - Vrijdag, 4 september: Doc haalt Clara Clayton op van het station. De twee worden meteen verliefd. Doordat hij haar ophaalt, voorkomt hij haar dood. Hierdoor wordt het ravijn niet naar Clara vernoemd.
  - Maandag, 7 september: Doc wordt doodgeschoten door Bufford Tannen. Hij wordt begraven op het kerkhof van Hill Valley.

### 1950-1959
- 1955
  - Zaterdag, 12 november:
    - Op dit moment zijn er vier versies van de De Lorean aanwezig (de De Lorean waarmee Marty vanuit Tijdlijn 1 naar Tijdlijn 2 reisde, die waarmee Biff naar 1955 kwam en Tijdlijn 4 creëerde, die waarmee Doc en Marty vanuit 1985A naar 1955 kwamen om Biff te stoppen en de De Lorean die door Doc in 1885 in de Delgado mijn is verstopt).
    - Kort nadat Marty Doc en de De Lorean heeft zien verdwijnen, krijgt hij de brief die Doc 70 jaar geleden schreef van een postbode.
    - Marty bezoekt de Doc uit 1955, die zojuist de jongere versie van Marty heeft geholpen terug te keren naar 1985.

  - Zondag, 13 november:
    - De jonge Doc leest de brief die zijn 30 jaar oudere versie in 1885 heeft geschreven.
    - Marty en Doc graven de De Lorean op en repareren hem zo goed als mogelijk. Toevallig vinden ze ook Docs grafsteen en ontdekken zijn dood door Bufford Tannen.
    - Marty staat erop om niet naar 1985 te gaan, maar eerst Doc op te halen in 1885 zodat hij niet kan worden doodgeschoten.

  - Woensdag, 16 november: Marty vertrekt naar 1885 om Doc te redden. Hierdoor ontstaat de laatste alternatieve tijdlijn uit de films: Tijdlijn 8.

## Tijdlijn 8
Deze tijdlijn ontstaat wanneer Marty vanuit het 1955 van Tijdlijn 7 terugreist naar 1885 om Doc te redden. Dit is tevens de laatste alternatieve tijdlijn die ontstaat in de films.

### 1880-1889
- 1885
  - Woensdag, 2 september: Marty arriveert vanuit 1955. Bij zijn aankomst belandt hij in een achtervolging tussen indianen en de cavalerie. Hierbij wordt de benzinetank van de De Lorean lek geschoten. Marty ontmoet ook zijn voorouders, en noemt zichzelf Clint Eastwood om naamsverwarring te voorkomen.
  - Donderdag, 3 september: Marty ontmoet Doc en vertelt hem over zijn aankomende dood. Hij vertelt ook over Clara, wier naam eveneens op Docs grafsteen stond. Doc beseft dat verliefd worden op een vrouw uit het verleden de tijdlijn kan veranderen, en besluit om Clara niet op te gaan halen van het station. Als hij haar niet ontmoet, kan hij niet verliefd op haar worden.
  - Vrijdag, 4 september: terwijl Doc en Marty een plan uitwerken om met een stoomtrein de De Lorean naar de juiste snelheid te duwen, redt Doc per ongeluk Clara voordat ze in het ravijn valt. De twee worden wederom direct verliefd, en Clara's dood is weer voorkomen.
  - Zaterdag, 5 september: Doc en Marty zijn aanwezig bij de onthulling van de stadsklok. Marty weet de aanslag op Doc te voorkomen, maar haalt zich nu zelf een duel met Bufford op de hals.
  - Zondag, 6 september: Doc en Marty maken zich klaar voor de reis naar de toekomst. Doc vertelt Clara de waarheid, maar zij gelooft hem niet en dumpt hem.
  - Maandag, 7 september:
    - Marty heeft zijn duel met Bufford. Marty weet de strijd te winnen dankzij een truc uit een cowboyfilm met de echte Clint Eastwood (A Fistful of Dollars). Bufford wordt gearresteerd.
    - Clara ontdekt dat Doc de waarheid sprak, en reist hem en Marty achterna.
    - Doc en Marty kapen een trein en gebruiken de locomotief om de De Lorean naar de juiste snelheid te duwen. Marty keert inderdaad terug naar 1985, maar Doc blijft achter in 1885 wanneer hij Clara, die nog net mee wist te reizen met de trein, redt. Omdat men denkt dat Clint Eastwood in het ravijn is gevallen, wordt het ravijn Eastwood ravijn genoemd.

  - Dinsdag, 15 december: Doc en Clara trouwen.
- 1887
  - Datum onbekend: Doc en Clara's oudste zoon Jules wordt geboren.
- 1888
  - Maandag, 29 oktober: Doc en Clara's jongste zoon, Verne, wordt geboren.

### 1890-1899
- 1895
  - Datum onbekend: Doc legt de laatste hand aan zijn nieuwste tijdmachine gebouwd in een locomotief. Hij en zijn gezin reizen eerst naar 1985 toe, en vertrekken daarna de toekomst met hun inmiddels 'vliegende' tijdreis-locomotief(2015 of later).

### 1980-1989
- 1985
  - Zondag, 27 oktober:
    - Marty McFly keert terug uit 1885. Kort na zijn aankomst wordt de De Lorean vernietigd door een trein. Hij keert terug naar zijn huis, en ziet dat alles weer was zoals in Tijdlijn 2.
    - Marty wordt uitgedaagd door Needles voor een autorace, maar weigert. Hierdoor botst hij niet tegen de Rolls Royce, waardoor de mogelijke toekomst uit Tijdlijn 2 wordt veranderd.
    - Doc, Clara en hun zonen reizen vanuit het verleden naar 1985 in hun tijdtrein om Marty gerust te stellen en Einstein op te halen. Daarna vertrekken ze naar een nog onbekende tijd.

## Voetnoot
1. ↑  Over de vraag of deze tijdreis van Einstein ook al een alternatieve tijdlijn veroorzaakt bestaan nog altijd discussies. Over het algemeen wordt aangenomen van niet aangezien Einstein slechts 1 minuut vooruit reist in de tijd en geen cruciale gebeurtenissen veranderd. Er zijn echter mensen die van mening zijn dat iedere tijdreis, ongeacht hoe klein, een alternatieve tijdlijn met zich meebrengt. In dat geval begint op dit punt tijdlijn 2 en schuiven alle andere tijdlijnen een nummer op